# Barbadische Badmintonmeisterschaft 2011
Die Barbadische Badmintonmeisterschaft 2011 fand vom 14. bis zum 17. April 2011 im Sir Garfield Sobers Sports Complex in St. Michael statt.

## Medaillengewinner
| Disziplin    | Gold                          | Silber                        | Bronze                             |
| ------------ | ----------------------------- | ----------------------------- | ---------------------------------- |
| Herreneinzel | Andre Padmore                 | Ryan Holder                   | Bradley Pilgrim                    |
| Herreneinzel | Andre Padmore                 | Ryan Holder                   | Andrew Clarke                      |
| Dameneinzel  | Shari Watson                  | Sabrina Scott                 | Mariama Eastmond                   |
| Dameneinzel  | Shari Watson                  | Sabrina Scott                 | Fanus Cheriann                     |
| Herrendoppel | Nicholas Reifer Dakeil Thorpe | Andre Padmore Kevin Wood      | Andrew Clarke Damian Howell        |
| Herrendoppel | Nicholas Reifer Dakeil Thorpe | Andre Padmore Kevin Wood      | Kelvin Mallett Bradley Pilgrim     |
| Damendoppel  | Dionne Haynes Shakeira Waithe | Mariama Eastmond Shari Watson | Fanus Cheriann Lisa King           |
| Damendoppel  | Dionne Haynes Shakeira Waithe | Mariama Eastmond Shari Watson | Mikeila Carrington Monyata Riviera |
| Mixed        | Andre Padmore Shari Watson    | Kevin Wood Sabrina Scott      | Athelstone Forde Dionne Haynes     |
| Mixed        | Andre Padmore Shari Watson    | Kevin Wood Sabrina Scott      | Dakeil Thorpe Shakeira Waithe      |